# Butterflies and Hurricanes
"Butterflies and Hurricanes" é uma canção da banda inglesa de rock alternativo Muse do seu terceiro álbum de estúdio, Absolution. Foi lançado como single no Reino Unido em setembro de 2004. Ela foi uma das duas canções gravadas simultaneamente, junto com "Apocalypse Please" durante os estágios iniciais de gravação. A música é admirada pelos solos e bases do piano.
A música foi dedicada ao pai de Dominic Howard, que veio a falecer pouco depois da apresentação do muse no Glastonbury Festival.
Essa música também foi tema de jogos bastante conhecidos como Need for Speed: Most Wanted (2012), presente na trilha sonora e usada na versão de demonstração e na abertura do jogo, além disso, a música é apresentada em um dos trailer da adaptação cinematográfica de 2014 da DreamWorks Need for Speed. E também no game Formula One 05.

## Faixas
Todas as músicas compostas por Muse.
| CD1 |                                                              |         |  |
| N.º | Título                                                       | Duração |  |
| 1.  | "Butterflies and Hurricanes" (Versão Single)                 | 4:48    |  |
| 2.  | "Sing for Absolution" (Versão acústica ao vivo- BBC Radio 2) |         |  |

| 7" Vinil |                                                  |         |  |
| N.º      | Título                                           | Duração |  |
| 1.       | "Butterflies and Hurricanes"                     | 5:01    |  |
| 2.       | "Butterflies and Hurricanes" (Glastonbury, 2004) |         |  |

| DVD |                                      |         |  |
| N.º | Título                               | Duração |  |
| 1.  | "Butterflies and Hurricanes"         | 4:48    |  |
| 2.  | "Butterflies and Hurricanes" (Video) | 4:48    |  |
| 3.  | "The Groove in the States video"     |         |  |
| 4.  | "Raw video footage"                  |         |  |

| Promo CD |                                             |         |  |
| N.º      | Título                                      | Duração |  |
| 1.       | "Butterflies and Hurricanes" (Versão radio) | 4:10    |  |
| 2.       | "Butterflies and Hurricanes"                |         |  |

## Tabelas musicais
| Paradas (2004)                 | Melhor posição |
| ------------------------------ | -------------- |
| Reino Unido (UK Singles Chart) | 14             |

## Ligações Externas
- Letra de "Butterflies and Hurricanes"